# House of Cards (romanzo)
House of Cards è un romanzo di Michael Dobbs pubblicato nel 1989.
Nella prima edizione italiana del 1990 il titolo era stato tradotto con Castello di carte, ma è poi stato adottato quello originale nella successiva riedizione del 2014.
È il primo libro di una trilogia che comprende House of Cards 2: Scacco al re e House of Cards 3: Atto finale.

## Trama
Dopo la fine del governo di Margaret Thatcher e le successive elezioni, Francis Urquhart è il chief whip del Partito Conservatore alla Camera dei comuni. Quando però il primo ministro non gli dà lo spazio che lui crede di meritare, Urquhart decide di mettere anima e corpo per fargliela pagare cara e prenderne il posto.

## Opere derivate
Dal romanzo è stata tratta una miniserie televisiva britannica in quattro puntate, House of Cards, trasmessa dalla BBC nel 1990 e seguita poi da altre due miniserie per i seguiti.
Nel 2013 Netflix ha prodotto negli Stati Uniti d'America una serie televisiva intitolata House of Cards - Gli intrighi del potere, che racconta le vicende dei tre romanzi, adattate alla politica statunitense.

## Edizioni
- (EN) Michael Dobbs, House of Cards, Londra, Collins, 1989, ISBN 0-00-223450-5.
- Michael Dobbs, Castello di carte, Mongardino, Il fenicottero, 1990, ISBN 88-85324-01-0.
- Michael Dobbs, House of Cards, traduzione di Stefano Tummolini, Roma, Fazi, 2014, ISBN 978-88-7625-518-2.